# James Porter (Priester)
James R. Porter (* 2. Januar 1935 in Revere; † 11. Februar 2005 in Boston, Massachusetts) war ein römisch-katholischer Priester in Massachusetts, der 1993 für den sexuellen Missbrauch von 28 Kindern verurteilt wurde.
Porter begann seine Tätigkeit als Priester 1960 in North Attleboro und blieb dort bis 1963. Dort gab es vier Beschwerden gegen ihn bei der Kirchenleitung. Er wurde nach Fall River versetzt, wo neue Beschwerden folgten. 1965 wurde er nach New Bedford versetzt.
Porter schied 1974 aus dem Kirchenamt aus, heiratete und hatte vier Kinder. 1987 wurde er wegen sexueller Belästigung des Babysitters verurteilt und vier Monate inhaftiert.
Zu öffentlichen Beschuldigungen kam es 1992. Porter bekannte sich des Missbrauchs von 28 Kindern schuldig, gegenüber einem Fernsehreporter erklärte er sogar, in den 1960er und frühen 70er Jahren bis zu 100 Kinder missbraucht zu haben.
Im Rahmen des Verfahrens 1992 wurde bekannt, dass Porter bereits in einem Brief an Papst Paul VI. im Jahre 1973 gestanden hatte, dass er Kinder und Jugendliche in fünf Bundesstaaten missbraucht hatte.
Porter wurde 1993 zu einer Haftstrafe von 18 bis 20 Jahren verurteilt. Im Anschluss an die Strafe wurde noch seine Gefährlichkeit geprüft. Porter verstarb 2005 im Gefängnis an Krebs.